# (9257) Kunisuke
(9257) Kunisuke (1552 T-2) – planetoida z pasa głównego asteroid okrążająca Słońce w ciągu 5,18 lat w średniej odległości 2,99 j.a. Odkryta 24 września 1973 roku.